# Xã Oregon-Nashua, Quận Ogle, Illinois
Xã Oregon-Nashua (tiếng Anh: Oregon-Nashua Township) là một xã thuộc quận Ogle, tiểu bang Illinois, Hoa Kỳ. Năm 2010, dân số của xã này là 4.909 người.